# Brattagölen
Brattagölen är en sjö i Falkenbergs kommun i Halland och ingår i Ätrans huvudavrinningsområde.